# Studieophold på Apotek
Studieophold på Apotek er navnet på den studieenhed i farmaceutuddannelsen, der giver ret til at arbejde på apotek. Når studieenheden er gennemført opnås jus practicandi.
Studieopholdet foregår på apoteker over hele Danmark samt på Færøerne og Grønland, som er godkendt som uddannelsesapotek af Det Farmaceutiske Fakultet. Studieopholdet er af et halvt års varighed, svarende til 30 ECTS-point.